# Feriha Öz
Ganime Feriha Öz (1933-2 de abril de 2020) fue una académica, patóloga y médica turca. 

## Biografía
Se graduó de Çamlıca Girls High School en 1951. Completó su educación en la Facultad de Medicina de Estambul en 1957. Después de graduarse, trabajó como médica en el distrito de Akdağmadeni de Yozgat. Comenzó su vida académica en la Facultad de Medicina de Cerrahpaşa. Recibió el título de profesora asociada en 1968 y el título de profesora en 1976. Tenía más de 100 investigaciones y publicaciones científicas, tanto a escala nacional como internacional. Se retiró del Departamento de Patología de la Facultad de Medicina de Cerrahpaşa en 2000.

## Muerte
Murió el 2 de abril de 2020 debido a complicaciones de COVID-19 causado por el virus del SARS-CoV-2 durante la pandemia de enfermedad por coronavirus. Sait Gönen, decano de la Facultad de Medicina de la Universidad de Estambul-Cerrahpaşa, anunció la noticia de su muerte en Twitter. El ministro de Salud, Fahrettin Koca, emitió un mensaje de condolencias. La Cámara de Médicos de Estambul confirmó la noticia de su muerte. El 3 de abril de 2020, se celebró una ceremonia de despedida en la Escuela de Medicina de Cerrahpaşa para ella.